# Cycloartenol
Cycloartenol ist eine organische chemische Verbindung, genauer ein tetracyclischer Triterpenalkohol mit zusätzlichem Cyclopropan-Ring.

## Vorkommen
Cycloartenol kommt natürlich in vielen Pflanzen vor und wurde zum Beispiel im Milchsaft von Wolfsmilchgewächsen (Euphorbiaceae), in der Kartoffel (Solanum tuberosum) und der Brechnuss (Strychnos nux vomica) nachgewiesen. Es ist, zumindest in Spuren, in allen grünen, Photosynthese aktiven Pflanzen vorhanden, da es sich hier um das erste nachweisbare Cyclisierungsprodukt von 2,3-Epoxysqualen im Zuge der pflanzlichen Biosynthese von Sterolen bzw. Phytosterinen handelt. Die Biosynthese erfolgt dabei aus Squalen über 2,3-Epoxysqualen. In Tieren wird die Funktion der Verbindung von Lanosterin übernommen.

## Eigenschaften
Cycloartenol ist ein weißer Feststoff.